# Mycalesis treadawayi
Mycalesis treadawayi is een vlinder uit de onderfamilie Satyrinae van de familie Nymphalidae. De wetenschappelijke naam van de soort is voor het eerst geldig gepubliceerd in 1976 door Heinz Schröder.

## Ondersoorten
- Mycalesis treadawayi treadawayi
- Mycalesis treadawayi cotabatana Schroeder & Treadaway, 1991[2]
  - holotype: "male. 15. VI. 1976. leg. C. G. Treadaway"
  - instituut: Collectie Colin G. Treadaway, Senckenberg, Frankfurt am Main, Duitsland
  - typelocatie: "Philippinen, Mindanao, N-Cotabato, Mt.Apo, Marbel River, 5000 ft"
- Mycalesis treadawayi malindangensis Schroeder & Treadaway, 1991[2]
  - holotype: "male. 1.111.1982. leg. Th. Borromeo"
  - instituut: Collectie Colin G. Treadaway, Senckenberg, Frankfurt am Main, Duitsland
  - typelocatie: "Philippinen, W-Mindanao, Misamis oca, Mt. Malindang, 1450 m"